# Африканське підцарство

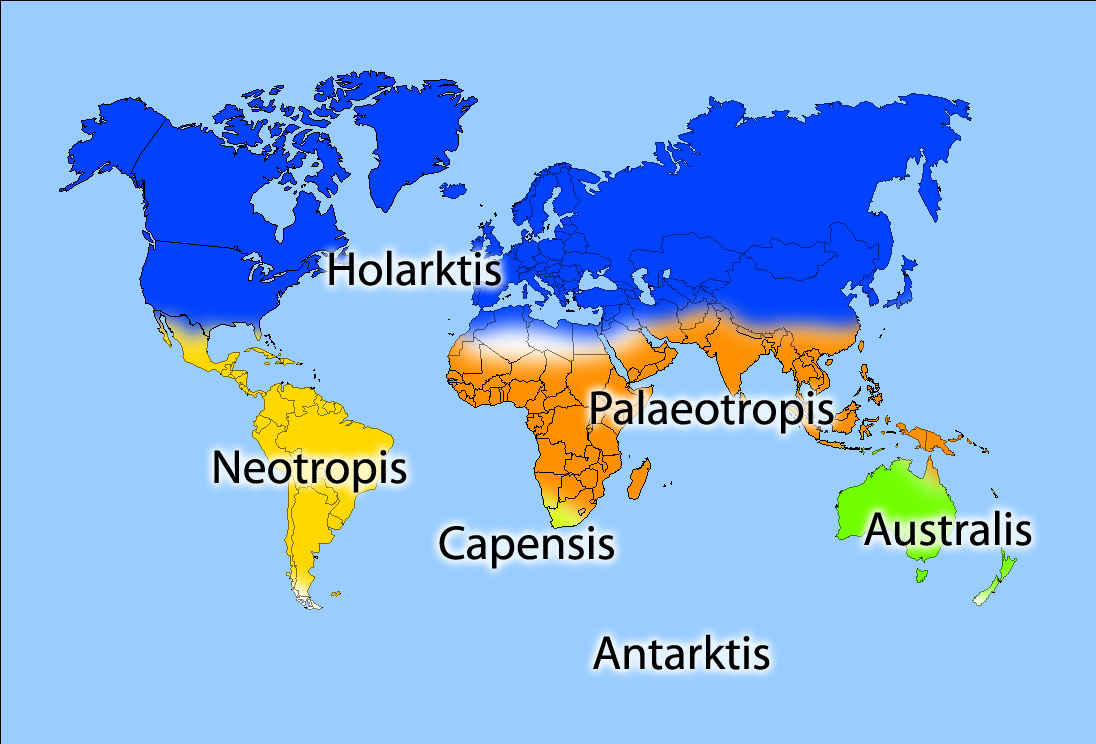
Карта флористичного районування

Африканське підцарство — підцарство у флористичному районуванні в біогеографії. Входить до Палеотропічного царства. Включає велику частину Африканського континенту, тропічні пустелі Аравійського півострова, тропічні пустелі Ірану, Пакистану і північно-західної Індії. У рослинному покриві представлені як вологі, так і ксерофільні тропічні ліси, тропічні рідколісся, савани, пустелі.
Підцарство підрозділяється на області:
- Судано-Замбезійська
- Гвінео-Конголезька
- Карру-Наміб
- Острів Св. Олени і Вознесіння